# Bruschetta

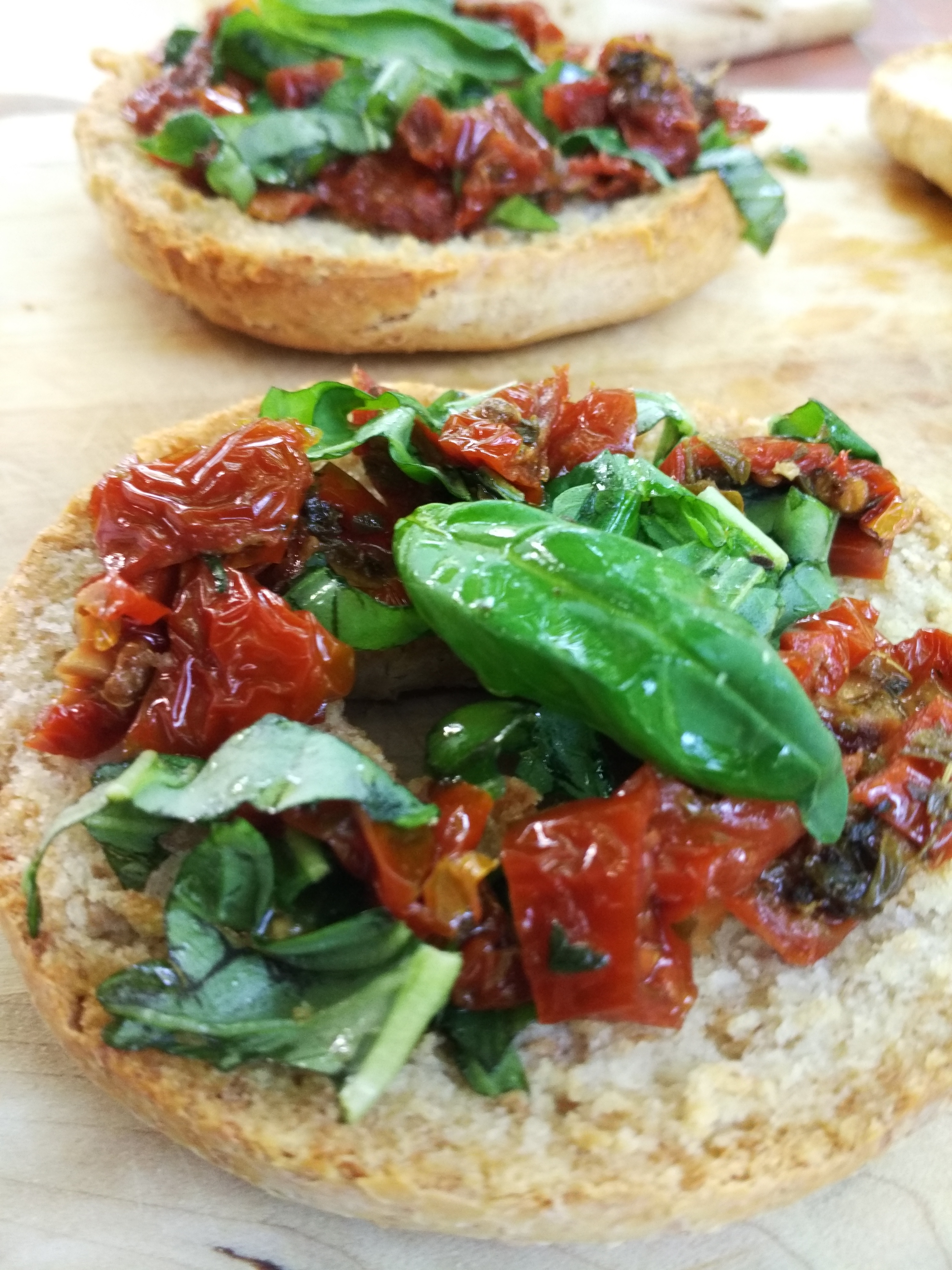
Bruschetta z pomidorami i bazylią

Bruschetta [bruskétta] – rodzaj przekąski (wł. antipasto) typowej dla Włoch. 
Jest to grzanka z pieczywa posmarowanego oliwą i roztartym czosnkiem. Istnieje wiele jej odmian; najczęściej podawana jest z mieszaniną świeżo pokrojonych pomidorów i bazylii, również jako dodatek do niektórych zup.
Pierwotnie bruschetta była prostym pożywieniem rolników – plantatorów oliwek, które mogło powstać w tłoczniach, gdzie robotnicy spędzali wiele godzin przy monotonnej pracy, opiekając na ogniu kawałki chleba polane oliwą i posypane solą. Dotąd nie ustalono jednoznacznie, z którego regionu pochodzi – mogła to być Toskania, Kalabria, Apulia bądź w ogóle środkowe i południowe Włochy. 
2 lutego w Spello (Umbria) corocznie odbywa się święto bruschetty pod nazwą Sagra della bruschetta. 